# Zanzibar Tavern
La Zanzibar Tavern es un club nocturno de entretenimiento para adultos ubicado en Toronto (Canadá), siendo un punto de referencia local que se encuentra en la franja de la calle Yonge de Toronto. Es una de las discotecas más antiguas de la ciudad, y celebró su 60.º aniversario en 2020. El nombre del local es una descarada referencia a la guerra más corta de la historia, entre el Reino Unido y Sultanato de Zanzíbar.

## Historia

### David Cooper
Cooper nació de padres judíos, Harry y Bessie, que regentaban un negocio en el mercado de Kensington. Cuando cumplió 18 años, regentó su propia tienda en Danforth, donde conoció a su futura esposa, Annette. A finales de los años 1950, Cooper y su tío compraron la taberna a un propietario anterior.

### Zanzibar Tavern
La Taberna Zanzíbar (nombre traducido) fue inaugurada en 1959 por David Cooper, quien dijo: "Antes había 12 bares de striptease entre Bloor y Queen". El bar abrió sus puertas como local de música en directo, uno de los varios que había en Yonge Street, entre Gerrard y King, en las décadas de 1950 y 1960.A principios de los sesenta, ofrecía jazz y blues, antes de convertirse en el club de baile multimedia "Zanzibar A-Go-Go", con rock and roll y bailarinas go-go. Durante esta época, el bar también se convirtió en el primero en anunciar chicas en topless, después de que muchas chicas go-go habituales se negaran a hacerlo. Contrataron a seis de las chicas que respondieron y modificaron el uniforme para hacer topless, con pasties rojos y cuello rojo. Esto ayudó a la transición del bar a club de striptease durante la década de 1970, reflejando la transformación de la franja de Yonge Street, que pasó de ser un centro de música en directo en la década de 1960 a un centro de la industria del sexo en la década de 1970.
En 1967, los periódicos locales bautizaron la franja de Yonge Street como "Psychedelic Avenue", ya que el Zanzibar competía con otros bares en una "guerra de vatios". Al recordar la época, Cooper dijo que estaba creando un "ambiente total del siglo XXI con luces "estroboscópicas", maniquíes y cámaras de circuito cerrado que tomaban fotos de la pista de baile y las proyectaban en la pared". A lo largo de la década, Zanzibar ha contado con actuaciones tan diversas como la de la diosa del burlesque Annie Ample en los años ochenta, que llamaba al club de striptease "su lugar favorito".
En 2006, el hijo de David Cooper dejó de ejercer como abogado de divorcios y se hizo cargo de la gestión de Zanzibar. El establecimiento sufrió graves daños en su fachada en junio de 2010, durante la Cumbre del G-20 de Toronto, cuando los anarquistas agrupados en un bloque negro destrozaron la calle Yonge durante las protestas por dicha cumbre. Ese mismo año, el club volvió a llamar la atención cuando un bibliotecario de la cercana Universidad Metropolitana de Toronto tomó fotografías clandestinas de bailarinas y camareras durante sus descansos en la azotea del bar, que fueron publicadas en Torontoist, un blog de noticias local. Cooper respondió a las fotos diciendo que las mujeres sentían que se había violado su intimidad.
En 2017, Zanzibar recibió una notificación de infracción por anunciar sus servicios en un televisor LED de 78 pulgadas que da a la calle Yonge a nivel del suelo. Cooper argumentó que Zanzibar ha hecho publicidad en su escaparate delantero durante unos 60 años y que la ordenanza de rótulos de 2010 que prohíbe la publicidad en vídeo en escaparates no debería aplicarse con carácter retroactivo.

### Cultura popular
El Zanzíbar ha aparecido en numerosas películas de Hollywood, como El increíble Hulk, en la versión de Edward Norton. También apareció en algunos episodios de Degrassi (temporada 6, episodios 18 y 19).
También ha aparecido en juicios insólitos, como el de un hombre que demandó a su mujer, una antigua estríper del Zanzíbar, por infectarle a sabiendas con el VIH.